# Somalo
Der Somalo (Plural: Somali, صومالي) war ab 16. Mai 1950 die offizielle Währung des Italienischen Treuhandgebiets Somalia. Diesen Status behielt er auch noch für einige Zeit nach Gründung des neuen Nationalstaats Somalia am 1. Juli 1960 bei. Als kleinere Einheit entsprachen 100 Centesimi (Singular: Centesimo) dem Wert eines Somalo.

## Geschichte
Nach dem Zweiten Weltkrieg, im November 1949, überließen die Vereinten Nationen das Treuhandgebiet am Horn von Afrika zur Verwaltung an Italien. Am 27. Januar 1950 erhielt Italien offiziell auch die Finanzverwaltung für das Territorium. Vorüberlegungen, im Treuhandgebiet die italienische Lire wieder einzuführen, oder ersatzweise eine an deren Wert fest gebundene Währung, wurden schon im Vorfeld fallengelassen.
Mit der Trusteeship Administration’s Ordinance No.14, der Anweisung 14 der Treuhandverwaltung, wurde am 16. Mai 1950 der Somalo eingeführt, eine neue Währung mit dem gleichen Wert, wie der in britischen Gebieten verbreitete Ostafrikanische Schilling. Details zum Aussehen der Währung folgten bis Juli desselben Jahres mit den Anweisungen 15 bis 18. Die Cassa per la Circolazione Monetaria della Somalia mit Sitz in Rom erhielt den Auftrag, Papiergeld im Wert von 55 Millionen Schilling zu drucken und nahm am 18. April 1950 ihre Arbeit auf.
Zum Start in die Unabhängigkeit wurde die Cassa in die National Bank of Somalia, eine Zentralbank für den neuen geschaffenen Staat umgewandelt und die Währung im ehemals italienischen Landesteil weiterverwendet. Am 15. Dezember 1962 begann dann aber ein Umtausch in die neue einheitliche Landeswährung Somalia-Schilling und ab 31. Dezember 1963 war der Somalo kein gültiges Zahlungsmittel mehr.

## Münzen und Banknoten
Ab 1950 wurden Münzen in den Werten 1, 5, 10 und 50 Centesimi und 1 Somalo eingeführt. Die drei in der Wertigkeit kleinsten Münzen bestanden aus Kupfer, die beiden größeren Münzen wurden in Silber geschlagen. Die herausgegebenen Banknoten verteilten sich ab dem 22. Mai 1950 auf Scheine in den Werten 1, 5, 10, 20 und 100 Somali. Ab Mai 1951 wurde die 5-Somali-Banknote nochmal in einem abweichenden Design in Umlauf gebracht, das mehr der zuerst erschienenen 1er-Banknote ähnelte, als dem Design der 10er- und 20er-Banknoten, mit denen die ursprüngliche Version beim zweiten Schritt der Währungs-Einführung gemeinsam herausgebracht worden war.